# Il re leone (franchise)

Logo del franchise

Il re leone (The Lion King) è un media franchise prodotto da Walt Disney Animation Studios. È iniziato con il film Il re leone del 1994, proseguendo con il sequel del 1998 Il re leone II - Il regno di Simba e il terzo film Il re leone 3 - Hakuna Matata del 2004 (quest'ultimo interamente dedicato a Timon e Pumbaa). Ci sono inoltre due serie televisive animate, Timon e Pumbaa e The Lion Guard, un omonimo remake fotorealistico in computer grafica nel 2019, e un prequel di quest'ultimo, incentrato sul rapporto tra Mufasa e Scar, intitolato Mufasa: Il re leone uscito nel 2024.
Dal primo film è stato tratto il musical The Lion King del 1997.

## Film
| Film                              | Uscita USA       | Regia                                   | Sceneggiatura                                                       | Produttori                                                                                                |
| Serie principale                  | Serie principale | Serie principale                        | Serie principale                                                    | Serie principale                                                                                          |
| --------------------------------- | ---------------- | --------------------------------------- | ------------------------------------------------------------------- | --- |
| Il re leone                       | 15 giugno 1994   | Roger Allers, Rob Minkoff               | Irene Mecchi, Jonathan Roberts, Linda Woolverton                    | Don Hahn                                                                                                  |
| Il re leone II: Il regno di Simba | 27 ottobre 1998  | Darrell Rooney, Rob LaDuca (co-regista) | Flip Kobler, Cindy Marcus                                           | Jeannine Roussel                                                                                          |
| Il re leone 3: Hakuna Matata      | 10 febbraio 2004 | Bradley Raymond                         | Tom Rogers                                                          | George A. Mendoza, Sandra Beerenbrock, Laurel Betts, Ilaine Navea, Jason VanBorssum, Julie Vieillemaringe |
| Serie live-action                 |                  |                                         |                                                                     | |
| Il re leone                       | 19 luglio 2019   | Jon Favreau                             | Jeff Nathanson                                                      | Jon Favreau, Karen Gilchrist, Jeffrey Silver                                                              |
| Mufasa: Il re leone               | 20 dicembre 2024 | Barry Jenkins                           | Jeff Nathanson                                                      | Adele Romanski, Mark Ceryak                                                                               |
| Musical                           |                  |                                         |                                                                     | |
| Black Is King                     | 19 luglio 2019   | Beyoncé                                 | Beyoncé Knowles-Carter, Yrsa Daley-Ward, Clover Hope, Andrew Morrow | Beyoncé Knowles-Carter                                                                                    |

## Teatro e musical
- The Lion King di Roger Allers e Irene Mecchi, musiche di Elton John, Hans Zimmer, Lebo M, Mark Mancina e Jay Rifkin, testi di Tim Rice, coreografie di Garth Fagan

## Serie televisive
- Timon e Pumbaa (1995-1999)
- The Lion Guard (2015-2019)

## Videogiochi
- Il re leone (videogioco) (1994)
- Timon & Pumbaa: Giochi nella giungla (1995)
- Il re leone: La grande avventura di Simba (2001)